# Commission théologique internationale
Pour les articles homonymes, voir CTI.
La commission théologique internationale (parfois appelée CTI) est un organisme de la curie romaine. Elle est l'une des six commissions pontificales ; elle traite des questions théologiques de grande importance.

## Création, mission
Elle a été créée par le pape Paul VI le 11 avril 1969. Ses statuts ont été fixés par le motu proprio Tredecim anni iam du pape Jean-Paul II, le 6 août 1982.
L'objectif de la Commission est d'« aider le Saint-Siège et principalement la Congrégation pour la doctrine de la foi dans l'examen de questions théologiques jugées de grande importance » (Prof.Di Giorgio Wladimir, consulteur honoraire. Osservatore romano – mai 1997). Pour autant les documents de la C.T.I n'ont qu'une valeur indicative, ses conclusions n'ayant vocation qu'à éclairer et conseiller le magistère dans les décisions que celui-ci doit poser à un niveau strictement doctrinal.

## Organisation
Présidée par le préfet de la Congrégation pour la doctrine de la foi avec pour secrétaire général le Père Piero Coda, la Commission est composée d'au maximum trente théologiens de plusieurs écoles et pays, "éminents pour leur science et leur fidélité au Magistère de l'Église" selon les statuts de la commission. Les membres sont nommés pour cinq ans par le pape, sur proposition du cardinal préfet de la Congrégation et après consultation des conférences épiscopales.
La Commission se réunit en assemblée plénière au moins une fois par an, mais elle peut aussi mener son activité au moyen de sous-commissions. Les résultats des études sont soumis au souverain pontife et remis pour une utilisation opportune à la Congrégation pour la doctrine de la foi.
La théologienne Josée Ngalula, membre  de la congrégation des Filles de la Croix, Sœurs de Saint-André,  est la première femme africaine à intégrer la commission théologique internationale en 2021. Elle travaille notamment sur les abus sexuels au sein de l’Église catholique en Afrique.

## Derniers travaux
En avril 2007, la commission a publié un document intitulé « L’espérance du salut pour les enfants qui meurent sans baptême ». Selon ce document, « L’idée des limbes, que l’Église a employée pendant des siècles pour désigner le sort des enfants qui meurent sans baptême, n’a pas de fondement clair dans la Révélation, même si elle a été longtemps utilisée dans l’enseignement théologique traditionnel. », et plus loin dans ce même texte : « Outre la théorie des limbes (qui demeure une opinion théologique possible), il peut donc y avoir d’autres manières d’intégrer et de sauvegarder les principes de foi fondés dans l’Écriture ».

## Présidents et secrétaires de la commission

### Présidents
- Cardinal Franjo Šeper (1969-1981)
- Cardinal Joseph Ratzinger (Allemagne) (1981-2005)
- Cardinal William Joseph Levada (U.S.A.) (2005-2012)
- Cardinal Gerhard Ludwig Müller (Allemagne) (2012 - 2017)
- Cardinal Luis Ladaria Ferrer, SJ, (Espagne) (2017 - 2023)
- Cardinal Víctor Manuel Fernández (Argentine) depuis 2023

### Secrétaires généraux
- Philippe Delhaye (1972-1989)
- Père Georges Cottier, O.P. (1989-2004)
- Père Luis Ladaria Ferrer, S.J. (2004-2009)
- Père Charles Morerod, O.P. (2009-2011)
- Père Serge-Thomas Bonino, O.P. (2011-2021) (mandat renouvelé en 2014[7]).
- Père Piero Coda (it) (depuis 2021)

### Quelques membres éminents
Hans Urs von Balthasar, Louis Bouyer, Yves Congar, Joseph Doré, Avery Dulles, Adolphe Gesché, Walter Kasper, Luis Ladaria Ferrer, Bernard Lonergan, Henri de Lubac, Gustave Martelet, Karl Rahner, Christoph Schönborn, Heinz Schürmann, Bernard Sesboüé...

### Sources
- Commission théologique internationale (trad. de l'anglais par l'abbaye de Fontgombault), L’espérance du salut pour les enfants qui meurent sans baptême [« The Hope of Salvation for Infants Who Die without Being Baptised »], Rome, 2007 (lire en ligne)